# Jerseydemonen
Jersey-demonen (engelska: Jersey Devil) är en legendarisk varelse som sägs finnas i Pine Barrens i södra New Jersey, USA. Varelsen beskrivs som en flygande humanoid med horn, men det finns många variationer. Den är även populär inom kryptozoologi.

## Legender
Den mest populära versionen angående Jerseydemonen börjar under det sena 1700-talet då Deborah Smith från England bosatte sig i Pine Barrens i södra New Jersey för att gifta sig med Herr Leeds, som hade en mer pekuliär smak. Smith var kontinuerligt gravid, och efter att ha fött 12 barn, och medan hon bar på det 13:e, svor hon att hon hellre ville bära på Satans barn än Leeds. Enligt legenden blev hennes önskan uppfylld när barnet föddes med hovar som fötter, klor och svans. Den nyfödde åt upp de andra 12 barnen innan den flydde. 
Det finns ett antal variationer på Leeds-sagan, så som att då Smith blev gravid med det 13:e barnet, ansåg hon att det skulle vara djävulen själv. Tron om att ett missbildat barn var Satans verk var fortfarande vanligt under 1700-talet.
Men de inhemska nordamerikanska indianerna anser att "demonen" är vänlig och anser den vara en beskyddare av Pine Barrens. Påträffanden av varelsen ansågs bringa god lycka, en åsikt som kraftigt propagerades mellan 1700-talet och 1909.

## Påträffanden
Under 1778 besökte kommendör Stephen Decatur, en marinhjälte, Hanover Iron Works i Pine Barrens för att testa kanonkulor på ett fält, då han påstår att han påträffat demonen - en mystisk, blekvit varelse som flög. Med hjälp av kanonen genomsköt Decatur en vinge på varelsen, som trots det fortsatte att flyga utan problem.
Under 1840 anklagades Aaron Roth för att ha dödat ett antal boskapsdjur. Året därpå skedde samma dödande, följt av mystiska fotavtryck och konstiga ljud. Man ska ha sett till varelsen under 1859 i Haddonfield. Även under vintern 1873 såg massor av vittnen till varelsen. 
Joseph Bonaparte, kejsar Napoleon I:s äldste bror, påstår sig ha sett demonen på en jakttur på sin egendom i New Jersey.

### 1909
Men under januari till mars, under 1909, gjorde varelsen ett stort antal besök. Tusentals människor påstod att de sett varelsen under den 16-23 januari. Nyheten spreds över hela nationen och publicerade massor av rapporter. Hysteri svepte över New Jersey på mindre än en vecka;
- 16 januari - varelsen ses flygande över Woodbury.

- 17 januari - en grupp människor såg varelsen och spår av den hittades dagen därpå.

- 18 januari - staden Burlington fylldes med mystiska spår som såg ut att trotsa logiken, vissa av dem hittades på hustak, medan andra stannade mitt i ingenstans, som om de inte hade en destination. Liknande spår hittades i andra städer.

- 19 januari - Nelson Evans och hans fru, som levde i Gloucester, påstår sig ha sett varelsen utanför sitt fönster. Herr Evans gav följande beskrivning:
  - "Den var ungefär 120 centimeter i längd, med huvud som en hunds och ett ansikte av en häst. Den hade en lång nacke, med halvmeters långa vingar, och bakbenen var som den på en kran, den hade även hästklovar som fötter. Den gick på sina bakben och höll upp sina två framhänder, men använde inte dem för att gå. Jag och min fru vart rädda, men jag lyckades öppna fönstret och skrämma iväg den. Då jag gjorde det röt den mot mig och flög iväg."

- - Två jägare i Gloucester följde varelsens spår i ungefär 30 kilometer. Spåren såg ut som om de "hoppat" över staket och tryckts igenom springor 15 cm i diameter. Liknande spår hittades i andra städer.

- 20 januari - grupper skapades i Haddonfield och Collingswood för att hitta demonen. De skall ha bevittnat hur varelsen flög mot Moorestown, där den sedan sågs av minst två personer.

- 21 januari - demonen skall ha attackerat en spårvagn i Haddon Heights, men skrämdes iväg. Efter detta beväpnades ett antal spårvagnar med vakter i andra städer. Bönder hittade sina höns döda. Demonen ska ha kolliderat med en spårvagn i Clayton, men den dog inte. En telegraf i Atlantic City ska ha skjutit varelsen, men utan effekt. Varelsen sågs även till i Pennsylvania och West Collingswood. Demonen verkade attackera folk i dess närhet, som i försvar kastade objekt på den. Varelsen sågs även till i Camden där den ska ha attackerat en hund, genom att slita loss en bit av hundens kind innan ägaren skrämde iväg den. Detta var den första attacken som rapporterades.

- 22 januari - den sista dagen man såg till varelsen så pass dagar i sträck. Många städer hade drabbats av panik, och som resultat stängt arbeten och skolor i ren rädsla. Men tur nog sågs varelsen till endast ett fåtal gånger, och inga attacker skedde.

Förutom dessa attacker sågs varelsen flyga över olika städer. Sedan 1909 har påträffanden minskat dramatiskt, men inte upphört. Paniken återkom under 1951 då ett par pojkar hade sett en skrikande humanoid demon i Gibbstown. Under 1991 såg en pizzaleverantör till en vit, hästliknande varelse i Edison. Under 2002 såg en kvinna en jättelik varelse med vingar nära hennes bostad.

## Beskrivning
Det finns ett antal beskrivningar på varelsen;
- Enligt E.W. Minster hade varelsen en sorts glöd. Huvudet såg ut som den på en bock, den hade en lång hals, och långa vingar. Den skulle ha haft korta ben.

- Enligt George Snyder var varelsen en meter i längd. Den var täckt i svart hår på hela kroppen, armarna och händerna var som den på en apa, ansikte som den på en hund, hovar och en 30 centimeters lång svans.

Medan varelsens utseende varierar finns det konstanta kännetecken, så som demonens långa hals, att den har vingar och hovar. Varelsens huvud och svans sägs likna de på en häst. Dess längd är alltifrån en till två meter. Varelsen ska ha glödande röda ögon, som har en paralyserande effekt, och ger ifrån sig ett människoliknande skrik.

## Ursprung
Det finns många teorier om varifrån demonen kan ha kommit. Pine Barrens var en plats där inte många bosättare ville ha sitt hem, på grund av dess hotande stämning och isolering. På grund av den isoleringen var Pine Barrens ett perfekt ställe för de som inte ville synas, så som religiösa kulter, flyktingar och desertörer. Vissa av dessa människor gick ihop till grupper av rånare. Pine Barrens blev ytterligare demoniserat då det förklarades vara en plats med idioter och kriminella, under eugenics-programmet. Man kan lätt föreställa sig att sagor om hemska monster, då man kombinerar vilda djur, kriminella aktiviteter och generell rädsla, kan spela stor roll.
Camparen Tom Brown Jr. tillbringade några säsonger ute i det vilda i Pine Barrens. Han berättar om sammanträffanden med andra friluftsmänniskor som skrämdes av att de trodde att han var Jerseydemonen, då han hade täckt sin kropp med lera för att skydda sig från mygg.

## Övrigt
- Under terrorveckan år 1909 utlyste Philadelphias Zoo en belöning på 10 000 dollar för den som kunde fånga varelsen. Ett antal förfalskningar utövades, bland annat att man klädde ut en känguru med vingar. Belöningen är giltig än idag.

- En bisarr, ruttnande kropp, som vagt liknade demonen, hittades år 1957. Vissa människor trodde nu att varelsen var död, men varelsen har setts till sedan dess.

- NHL-laget New Jersey Devils är uppkallat efter Jerseydemonen (the Jersey Devil).

- Ett avsnitt av Arkiv X (säsong 1, avsnitt 5) är baserat på Jerseydemonen.[1] Demonen framställs här som mindre fantastisk än i andra beskrivningar av varelsen, den antyds vara en överdimensionerad människa liknande storfot, med en hunds luktsinne. I slutändan visar sig de misstänkta demoner som skådats vara en familj neandertalare.

## Ytterligare information
- The Jersey Devil, av James F. McCloy och Ray Miller, Jr., Middle Atlantic Press. ISBN 0-912608-11-0
- Tales of the Jersey Devil, av Geoffrey Girard., Middle Atlantic Press. ISBN 0-9754419-2-2
- A Natural History of Trees of Eastern and Central North America, av Donald Culross Peattie, sid. 20 och 23.
- The Tracker, av Tom Brown, Jr.